# Родник в урочище Петровская Дача
Родник в урочище Петровская Дача (также Родник «Святого Великомученика и целителя Пантелеимона») — водный источник близ села Вязовое, Прохоровского района Белгородской области.

## Расположение
Родник находится в урочище Петровская Дача (массив берёзово-дубового леса) в 2 километрах к югу от села Вязовое на левом склоне балки Лопухи. От автомобильной дороги 14Н-296 «Скородное — Радьковка» к роднику проложена асфальтовая подъездная дорога. Имеется автомобильная стоянка.

## Описание
Родник благоустроен: к нему ведут бетонные ступени с металлическими перилами. Над выходом воды установлена часовня с двумя бетонными кольцами с крышками под ней, рядом находится купальня. Сам источник расположен под часовней и состоит из нескольких бетонных колец.

## Охрана
Начиная с 1991 года по решению Исполнительного комитета Совета народных депутатов Белгородской области № 267 вокруг родника организована особо охраняемая природная территория площадью 0,7814 га.

## История и местные предания

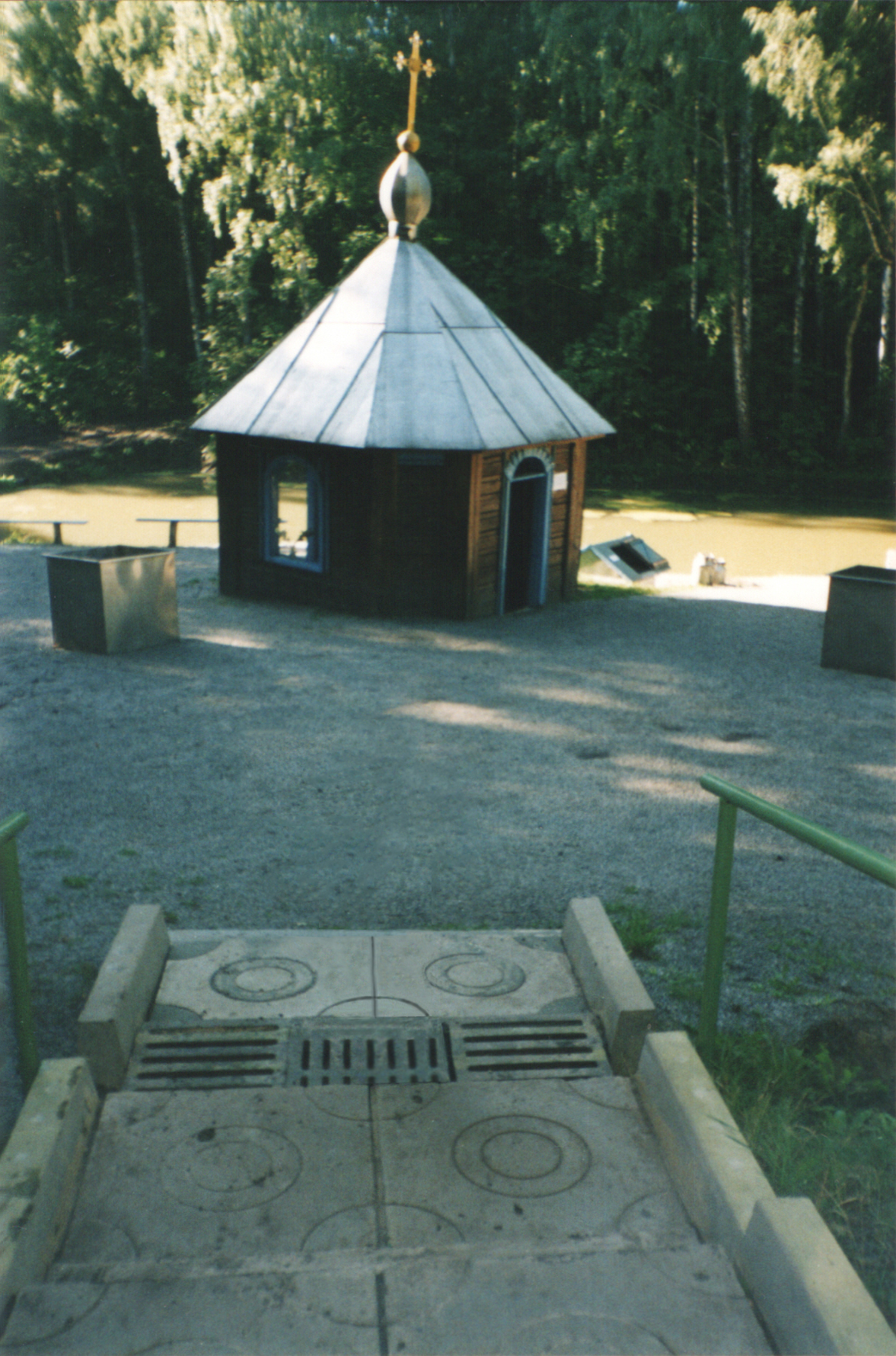
Старая деревянная часовня

Родник известен с XVIII века. По легенде местные жители увидели плавающую в его водах икону, которую взять в руки смог только маленький мальчик.
В 1950-е годы родник был закопан бульдозером во время кампании по борьбе с мракобесием. Впоследствии источник был восстановлен и благоустроен местными жителями.
9 августа — день Святого Великомученика и Целителя Пантелеимона — престольный праздник в селе. В этот день у родника наблюдается большое стечение народа и происходит торжественное богослужение.

## Хронология
- В начале 1950-х гг. источник пытались уничтожить потому, что он пользовался большой популярностью у верующих.
- В конце 1990-х гг. при поддержке районной администрации над святым источником была возведена первая деревянная часовня на средства прихожан. До этого над источником располагался деревянный сруб из которого многочисленные паломники брали святую воду. В старой часовне вход никогда не запирался. Внутри висели иконы и лежали свечи.
- В 2004 году уроженец села Вязовое, выпускник Вязовской школы генерал-лейтенант Анисимов Владимир Гавриилович с участием сельскохозяйственного предприятия ООО «Источник» организовал попечительный совет по строительству новой часовни и купели на Святом источнике.
- 22 июня 2004 года Губернатор Белгородской области Савченко Е. С. посещая Прохоровский район дал поручение построить дорогу 1,5 км к источнику Святого Великомученика и целителя Пантелеимона в с. Вязовое Прохоровского района. Ответственным за строительство дороги был назначен начальник управления автомобильных дорог общего пользования и транспорта Белгородской области Набока Владимир Иванович.
- 7 августа 2004 года завершилась работа по укладке асфальта к источнику. Дорога была проложена в течение недели.
- 8 мая 2005 года новая деревянная часовня и купель были освящены архиепископом Белгородским и Старооскольским Иоанном.
- В 2019 году деревянный купол часовни заменили на позолоченный.